# Mesochorus exquisitus
Mesochorus exquisitus är en stekelart som beskrevs av Schwenke 1999. Mesochorus exquisitus ingår i släktet Mesochorus och familjen brokparasitsteklar. Inga underarter finns listade i Catalogue of Life.